# Roques de Migdia
Les Roques de Migdia és una muntanya de 432 metres que es troba al municipi del Montmell, a la comarca del Baix Penedès.